# Ommatoptera mutila
Ommatoptera mutila är en insektsart som först beskrevs av Vignon 1923.  Ommatoptera mutila ingår i släktet Ommatoptera och familjen vårtbitare. Inga underarter finns listade i Catalogue of Life.